# Edward George Gibson
Edward George Gibson dr. (Buffalo, New York, 1936. november 8. –) amerikai berepülőpilóta, űrhajós.

## Életpályája
A Rochesteri Egyetemen 1959-ben mérnöki képesítést, a kaliforniai Műszaki Egyetemen 1964-ben doktorátust szerzett. Szakterülete a rakéta- és sugárhajtómű-tervezés. 1965. június 28-tól részesült űrhajós kiképzésben. 1977-től a Johnson Spacecaft Centerben az űrrepülőgép-program előkészítésén dolgozik.

## Űrrepülései
A Skylab–4 harmadik vállalkozásának (1973-1974 között) parancsnoka.
84 napot és 1 órát és 15 percet töltött a világűrben.